# Richard Harding Davis
Pour les articles homonymes, voir Richard Davis et Davis.
Richard Harding Davis, né le 18 avril 1864 à Philadelphie et mort le 11 avril 1916 à New York, est un journaliste et écrivain américain.

## Biographie
Richard Harding Davis est un des enfants de la romancière et nouvelliste Rebecca Harding Davis et de Lemuel Clarke Davis, son frère Charles Belmont Davis (en) est aussi un écrivain.
Il est connu avant tout comme le premier correspondant de guerre américain à couvrir la guerre hispano-américaine, la seconde guerre des Boers et la Première Guerre mondiale.
Ses écrits, notamment sur les Rough Riders, sont réputés avoir grandement aidé la carrière politique de Theodore Roosevelt.

## Œuvres
- Stories for Boys (1891)
- Cinderella and Other Stories (1891)
- Gallegher, and Other Stories (1891)
- The West from a Car Window (1892)
- Van Bibber and Others (1892)
- The Rulers of the Mediterranean (1893)
- The Exiles, and Other Stories (1894)
- Our English Cousins (1894)
- About Paris (1895)
- The Princess Aline (1895)
- Three Gringos in Central America and Venezuela (1896)
- Soldiers of Fortune (1897)
- Cuba in War Time (1897)
- Dr Jameson's Raiders vs. the Johannesburg Reformers (1897)
- A Year From a Reporter's Note-Book (1898)
- The King's Jackal (1898)
- The Cuban & Porto Rican Campaigns (1899)
- The Lion and the Unicorn (1899)
- With Both Armies (1900)
- Ranson's Folly (1902)
- Captain Macklin: His Memoirs (1902)
- The Bar Sinister (1903)
- Real Soldiers of Fortune (1906)
- The Congo and coasts of Africa (1907)
- The Scarlet Car (1907)
- Vera, the Medium (1908)
- The White Mice (1909)
- Once Upon A Time  (1910)
- Notes of a War Correspondent (1910)
- The Lost Road and Other Stories (1913)
- Peace Manoeuvres; a Play in One Act (1914)
- The Boy Scout (1914)
- With the Allies (1914)
- With the French in France and Salonika (1916)
- The Man Who Could Not Lose (1916)

## Adaptations cinématographiques
- 1917 : The Scarlet Car de Joseph De Grasse
- 1919 : Le Dictateur (Soldiers of Fortune) d'Allan Dwan
- 1923 : The Scarlet Car de Stuart Paton (film perdu[2])
- 1923 : La Justice du monde (The Exiles) d'Edmund Mortimer
- 1926 : Ranson's Folly de Sidney Olcott
- 1927 : Almost Human de Frank Urson
- 1928 : Let 'Er Go Gallegher d'Elmer Clifton